# Scottish Liberal Democrats
Die Scottish Liberal Democrats (schott.-gäl. Libearal Deamocratach na h-Alba, Scots Scots Leeberal Democrats, dt. etwa Schottische Liberaldemokraten) sind eine der drei Landesparteien innerhalb der föderalen britischen Liberal Democrats. Die anderen sind die Welsh Liberal Democrats und die English Liberal Democrats. Die Scottish Liberal Democrats sind die fünftgrößte Partei Schottlands und seit 2021 mit vier Sitzen im schottischen Parlament vertreten.

## Geschichte und Gegenwart
Die Scottish Liberal Democrats wurde durch die Fusion der Scottish Liberal Party mit der Social Democratic Party in Schottland, im Rahmen des Parteifusion der Liberal Party mit Social Democratic Party am 3. März 1988, gegründet.
In den Wahlen zum schottischen Parlament im Jahre 1999 und 2003 gewann die Partei jeweils 17 Sitze. Nach diesen Wahlen bildete die Partei eine Koalitionsregierung mit der Scottish Labour Party in der schottischen Exekutive.
Bei der darauffolgenden schottischen Parlamentswahl im Jahre 2007 verloren die SLD einen Sitz und die Partei ging in Opposition. Bei der Wahl zum britischen Unterhaus im Jahr 2010 gewann die Partei 11 Sitze in Schottland und die britischen Liberal Democrats koalierten darauf mit der britischen Conservative Party. Bei der Wahl zum schottischen Parlament im Jahre 2011 verlor die Partei 11 Sitze und hatte fortan nur noch 5 Sitze. Bei den Unterhauswahlen 2015 verlor die Partei alle bis auf einen Sitz. Bei der letzten Wahl zum schottischen Parlament im Jahre 2016 hielt die Partei ihre 5 Parlamentssitze, wurde aber nur fünftgrößte Partei.

## Parteiführer
- Malcolm Bruce (3. März 1988 – 18. April 1992)
- Jim Wallace (18. April 1992 – 23. Juni 2005)
- Nicol Stephen (27. Juni 2005 – 2. Juli 2008)
  - Michael Moore (stellvertretend: 2. Juli 2008 – 26. August 2008)
- Tavish Scott (26. August 2008 – 7. Mai 2011)
- Willie Rennie (17. Mai 2011 – 20. Juli 2021)
  - Alistair Carmichael (stellvertretend: 20. Juli 2021 – 20. August 2021)
- Alex Cole-Hamilton (20. August 2021 – jetzt)

## Wahlergebnisse
Prozentergebnisse und Gesamtsitze beziehen sich auf Schottland. Unterhauswahlen erfolgten durchgehend nach Mehrheitswahlrecht, Wahlen zum schottischen Parlament nach einem Mixed-Member Proportionalsystem und ab 1999 auch Wahlen zum Europaparlament nach Verhältniswahlrecht.
| Jahr | Wahl                              | Stimmenanteil | Sitze  |
| ---- | --------------------------------- | ------------- | ------ |
| 1992 | Unterhauswahlen 1992              | 13,1 %        | 9/72   |
| 1994 | Europawahl 1994                   | 7,2 %         | 0/8    |
| 1997 | Unterhauswahlen 1997              | 13,0 %        | 10/72  |
| 1999 | Parlamentswahl in Schottland 1999 | 14,0 %        | 17/129 |
| 1999 | Europawahl 1999                   | 9,8 %         | 1/8    |
| 2001 | Unterhauswahlen 2001              | 16,3 %        | 10/72  |
| 2003 | Parlamentswahl in Schottland 2003 | 15,0 %        | 17/129 |
| 2004 | Europawahl 2004                   | 13,1 %        | 1/7    |
| 2005 | Unterhauswahlen 2005              | 22,6 %        | 11/59  |
| 2007 | Parlamentswahl in Schottland 2007 | 16,0 %        | 16/129 |
| 2009 | Europawahl 2009                   | 11,5 %        | 1/6    |
| 2010 | Unterhauswahlen 2010              | 18,9 %        | 11/59  |
| 2011 | Parlamentswahl in Schottland 2011 | 08,0 %        | 5/129  |
| 2014 | Europawahl 2014                   | 7,1 %         | 0/6    |
| 2015 | Unterhauswahlen 2015              | 07,5 %        | 1/59   |
| 2016 | Parlamentswahl in Schottland 2016 | 07,8 %        | 5/129  |
| 2017 | Unterhauswahlen 2017              | 06,8 %        | 4/59   |
| 2019 | Europawahl 2019                   | 13,9 %        | 1/6    |
| 2019 | Unterhauswahl 2019                | 09,5 %        | 4/59   |
| 2021 | Parlamentswahl in Schottland 2021 | 05,1 %        | 4/129  |
| 2024 | Unterhauswahl 2024                | 09,7 %        | 6/57   |